# Sud (Consiglia Licciardi)
Sud è un album della cantante italiana Consiglia Licciardi, pubblicato nel 2016 dall'etichetta discografica Phonotype Record.

## L'album
L'album è un lavoro a tema e ci racconta attraverso i suoi testi di tutte le problematiche del sud del mondo, esso è composto da 12 (dodici) brani inediti tutti scritti composti ed arrangiati da  Peppe Licciardi. 
Importanti collaborazioni artistiche e una copertina in digipak di colore blue con stampe etniche in oro impreziosiscono l'album.

## Tracce
1. SUD (P. Licciardi) 5'31” - ITG01 1609684
2. SI FOSS' IO (P. Licciardi) Feat. Fausto Cigliano & Marzouk Majrì 3'43” - ITG01 1609685
3. FEMMENE 'E MARE (P. Licciardi) 5'25”    - ITG01 1609686
4. 'E FERITE DO MUNNO (P. Licciardi - M. Di Marino - P. Licciardi) - Feat. Pecone (Capeccapa)  3'51”  - ITG01 1609687
5. 'ANIME PERSE (P. Licciardi) - Feat. Marzouk Majrì 4'43"- ITG01 1609688
6. SCINNE (P. Licciardi) 3' 46"- ITG01 1609689
7. A MEZANOTTE (P. Licciardi) 4'19” - ITG01 1609690
8. NA STELLA A MARE (P. Licciardi) 4'23” - ITG01 1609691
9. SULO PE PARLA' (P. Licciardi) 4'06”- ITG01 1609692
10. 'STA TERRA E' 'A MIA (P. Licciardi) - Feat. Giovanni Mauriello (N.C.C.P), Vincenzo Rea (Tarantella) 5'30” - ITG01 1609693
11. DINT' 'A NOTTE (P. Licciardi) Feat. Enzo Gragnaniello 3'53” - ITG01 1609694
12. FESTA (P. Licciardi) 2'05” - ITG01 1609695g

## Collaborazioni artistiche
- Fausto Cigliano: in "si foss'io"
- Enzo Gragnaniello: in "Dint' 'a notte"
- Giovanni Mauriello (N.C.C.P.) e Vincenzo Rea (Tarantella): in "'Sta terra è a mia"
- Marzouk Mejrì : in "Anime perse" e in "Si foss' io"
- Mimmo Di Marino (Pecone - Capeccapa): in "'E ferite d' 'o munno".

## Musicisti
- Emidio Ausiello: Percussioni
- Ciro Cascino: Piano Rhodes , Piano classico e Pad
- Vittorio Cataldi: Piano Rhodes e Pad in: 05, 09
- Domingo Colasurdo: Batteria
- Joe De Marco:" in: 03, 05, 07
- Gianni Dell'aversana: Chitarra battente, Chitarra classica in: 03, 09
- Roberto Giangrande: Basso elettrico in: 01, 02, 04, 06, 08, 09, 10, 11, 12
- Peppe Licciardi: Chitarra classica, Bouzouki, Oud, Corus e Programming
- Mimmo Maglionico: Ciaramella
- Enzo Monetti: Oboe
- GaeMaria Palumbo: Sax Soprano, Chalumeau e Xaphoon
- Sasà Piedepalumbo: Fisarmonica
- Giulio Piccolo: Viola
- Franco Ponzo: Bouzuki in 11, Chitarra elettrica
- Max Puglia: Chitarra flamenco
- Angelo Spinelli: Violoncello
- Valerio Starace: Violino

## Altro
- Prodotto, registrato e distribuito dalla Phonotype Record s.r.l.
- Arrangiamenti e direzione artistica : Peppe Licciardi
- Registrato da Gianni Ruggiero al Phonotype Studio di Napoli
- Mixing: Gianni Ruggiero e Adriano Coco
- Mastering: Gianni Blob
- Art direction e Progetto grafico: CrefStudio
- Foto: Nico Musella